# アラン3世 (ナント伯)
アラン（3世）（フランス語：Alain (III), 981年以降 - 990年）は、ナント伯（3世）、ブルターニュ公（在位：988年 - 990年）。

## 生涯
アランはブルターニュ公グエレスとアレンブルジュ・ダンスニの唯一知られた息子である。『ナント年代記』によると、987年ごろにアランは母アレンブルジュとともにアンスニ城を建設したという。988年、父がレンヌ伯コナン1世に殺害され、ナント伯位および恐らく名ばかりのブルターニュ公位を継承した。その後2年間は、レンヌとナントの間の果てしない戦争が続いた。そして990年にアランは病死、もしくはコナン1世に殺害された。コナン1世はナントを奪取し、ナント司教Orscand de Vannesによりブルターニュ公位を公表された。